# Sōgōundō-kōen (métro municipal de Kobe)
Sōgōundō-kōen (総合運動公園駅, Sōgōundō-kōen-eki) est une station du métro municipal de Kobe localisée dans l'arrondissement Suma de Kobe, dans la préfecture de Hyōgo. Elle est exploitée par le Bureau des transports municipaux de Kobe.

## Situation sur le réseau

Plan du métro.

Établie en surface, Sōgōundō-kōen est située au point kilométrique (PK) 15,1 de la ligne Seishin-Yamate (verte) du métro municipal de Kobe. Elle est située entre la station Myōdani, en direction du terminus est Shin-Kōbe, et la station Gakuentoshi, en direction du terminus ouest Seishin-chūō.
Elle dispose d'un quai central et de deux quais latéraux encadrant les deux voies de la ligne. Les quais latéraux étaient autrefois utilisées lors d'événements sportifs, mais ce n'est plus le cas aujourd'hui.

## Histoire
La station Sōgōundō-kōen est mise en service le 18 juin 1985, lorsque le Bureau des transports municipaux de Kobe ouvre le prolongement de la ligne Seishin-Yamate de Myōdani à Gakuentoshi.

## Services aux voyageurs

### Accès et accueil
La station dispose de 2 accès, un au nord et un au sud. Elle est équipée d'escaliers, d'escaliers mécaniques et d'ascenseurs permettant d’accéder au quai. La station est accessible aux personnes à la mobilité réduite.

Installations
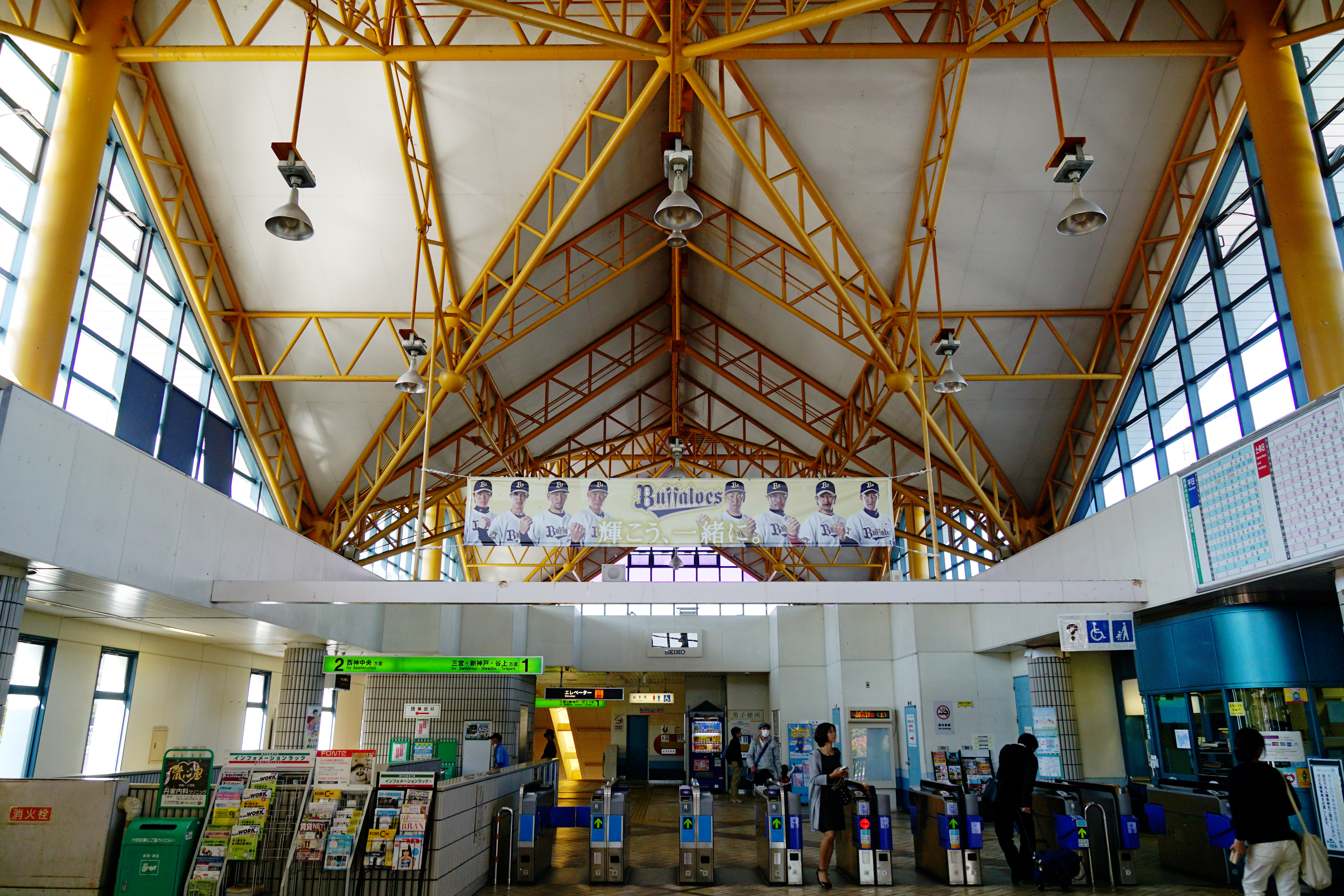
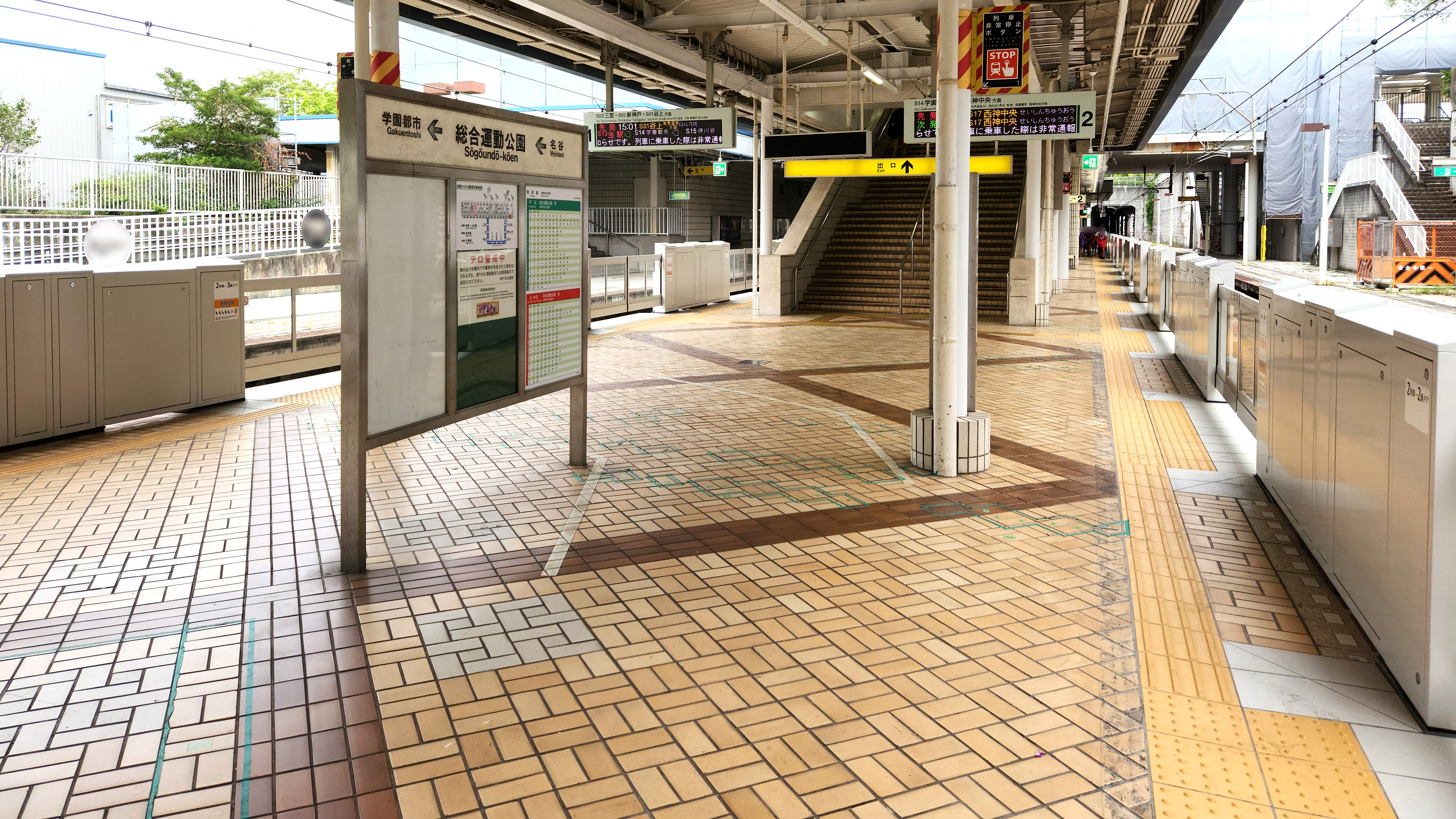

### Desserte
La station Sōgōundō-kōen est desservie par les rames de la ligne Seishin-Yamate.
| N° de voie | Ligne          | Direction                      |
| ---------- | -------------- | ------------------------------ |
| 1          | Seishin-Yamate | Sannomiya・Shin-Kobe・Tanigami |
| 2          | Seishin-Yamate | Gakuentoshi・Seishin-chūō      |

## À proximité
- Skymark Stadium
- Stade du Mémorial de l'Universiade